# Ларраньяга, Карлос
Ка́рлос Ларранья́га Ладро́н де Гева́ра (исп. Carlos Larrañaga Ladrón de Guevara; 11 марта 1937, Барселона, — 30 августа 2012, Бенальмадена) — испанский актёр театра, кино и телевидения.

## Биография
Родился в семье актёров Марии Фернанды Ладрон де Гевары и Педро Ларраньяги Руи-Гомеса.
В четырехлетнем возрасте дебютировал на экране в фильме Игнасио Икино «Alma de Dios». Будучи ещё совсем юным, играл в театре и на телевидении Кубы, где он поселился вместе с родителями. По возвращении в Испанию начал сниматься в кино, преимущественно в ролях, эксплуатирующих его привлекательность. Помимо этого, много работал в театре и на телевидении.
В 1950 году он снялся в фильме «Pequeñeces» Хуана де Ордуньи, а в 1957 году — в американском фильме «Гордость и страсть», главные роли в котором сыграли Кэри Грант, Софи Лорен и Фрэнк Синатра. Среди дальнейших лент заметны «Ha llegado un angel» (1961) Луиса Люсии и «Las verdes praderas» (1979) Хосе Луиса Гарси. Гарси снял Ларраньягу и в других своих фильмах: «Tiovivo c. 1950» (2004), «Воскресный свет» (2007), за роль в котором Ларраньяга был номинирован на премию «Гойя», и в «Майской крови» (2008).
Свои наиболее яркие роли на сцене Ларраньяга сыграл в пьесах «La cornada» (1960) Альфонсо Састре, «Tengo un millón» (1960) Виктора Руиса Ирьярте и «La tercera palabra» (1966) Алехандро Касоны.
Его главными работами на телевидении стали сериал «Los gozos y las sombras» (1982) и сериал «Дежурная аптека» (1991-95), где он, наряду с Кончей Куэтос, сыграл одну из главных ролей. В 2010 году он сыграл ту же роль Адольфо Сегуры в полнометражном фильме «Дежурная аптека. Последнее дежурство», приуроченном к 20-летию сериала.
В 2002 году министерство культуры Испании наградило Ларраньягу Золотой медалью за заслуги в области изящных искусств.

### Личная жизнь
В 1961 году Карлос женился на 20-летней Марии Луисе Мерло. У них родилось четверо детей: Хуан Карлос, Ампаро, Луис Мария и Педро (муж Марибель Верду). В 1975 году они начали жить раздельно, а в 1983 году развелись официально.
В 1987 году Ларраньяга женился на 49-летней Ане Диосдадо, с которой расстался в 1999 году. В следующем году он женился на Марии Тересе Ортис-Бау. В 2006 году он разошелся и с ней и в том же году женился на Ане Эскрибано. В этом браке родилась дочь Паула. 12 мая 2010 года супруги расторгли брак.
В 2010 году Ларраньяга перенес инсульт. 9 января 2012 года ему была сделана операция по поводу опухоли в мочеточнике. 20 августа того же года он был помещен в отделение интенсивной терапии с диагнозом «сердечная недостаточность» и вечером 30 августа скончался.

## Театральные работы
| - La segunda esposa (1955) Г. С. Касасеки и Л. Альберки - El cardo y la malva (1960) А. Пасо - La isla soñada (1960) А. Николаха - La cornada (1960) А. Састре - Tengo un millón (1960) В. Р. Ирьярте - The boy friend (1961) С. Уилсона - Los derechos de la mujer (1962) А. Пасо - Un roto para un descosido (1962) А. Пасо - Vivir es formidable (1962/63) А. Пасо - Los derechos del hombre (1963) А. Пасо - Los monos gritan al amanecer (1963) Х. М. Пемьяна - La hermosa fea (1963) Лопе де Вега, версия А. Пасо - Un domingo en Nueva York (1964) Н. Красны - Empate a dos (1965) - La tercera palabra (1966/67) А. Касоны | - Siete gritos en el mar (1968) А. Касоны - El proceso de Mary Duggan (1968) Б. Белье - Representando a Karin (1969) А. Хена - Rosas rojas para mi (1969/1970) Ш. О’Кейси - Vidas privadas (1970) Н. Кауарда - ¿A que jugamos? (1971) К. Горостисы - Descansa en paz querida (1972) Ф. Дарбриджа - Diseño para mi vida (1975) Н. Кауарда - Pato a la naranja (1976) У. Дуглас-Хьюма - Una modelo para un desnudo (1977) К. Манье - Casado de día soltero de noche (1978) Х. Матиаса - Кошка на раскалённой крыше (1979) Т. Уильямса - Contradanza (1980) Ф. Орса - Camino de plata (1989) А. Диосдадо - Trescientos veintiuno, trescientos veintidós (1991) А. Диосдадо (режиссёр) |

## Избранная фильмография
- Alma de Dios (1941)
- Pequeñeces (1950)
- Гордость и страсть (1957)
- 15 bajo la lona (1959)
- Melocotón en almíbar (1960)
- Ha llegado un ángel (1961)
- El extraño viaje (1964)
- Escuela de enfermeras (1969)
- Las verdes praderas (1979)
- Pesadilla para un rico (1996)
- Atraco a las 3… y media (2003)
- Tiovivo c. 1950 (2004)
- Bienvenido a casa (2006)
- Воскресный свет / Luz de domingo (2007)
- Майская кровь / Sangre de mayo (2008)
- Malditos sean! (2011)
- Los muertos no se tocan, nene (2012)

## Работы на ТВ
| - Hoy llegó la primavera (1963) - Primera fila - Eloísa está debajo de un almendro (8 апреля 1964) - Vamos a contar mentiras (16 июня 1965) - Alta fidelidad (4 августа 1965) - Mañana puede ser verdad - El zorro y el bosque (29 мая 1964) - La tercera expedición (26 июня 1964) - 6 ноября 1964 - Escuela de maridos - 4 июля 1964 - El oportunista (21 ноября 1964) - Tras la puerta cerrada - El ángel negro (30 октября 1964) - Tengo un libro en las manos - El hombre y el miedo (12 ноября 1964) - Novela - La rosa encendida (25 февраля 1965) - Usted qué hubiera hecho (15 июня 1965) - Los dos hermanos (12 июля 1965) - Más allá del milagro (5 апреля 1966) - El gallardo español (19 апреля 1966) - Levántate y lucha (26 апреля 1966) - Vera (18 декабря 1972) - La actriz (23 июля 1973) - Caza menor (12 января 1976) - Olivia (14 марта 1977) - Historias para no dormir - Correctamente organizados (1 января 1966) - La oferta (1 марта 1966) — Луис Спаланцатто - Diego Acevedo (1966) - Estudio 1 - La chica del gato (9 февраля 1966) - El sí de las niñas (10 марта 1970) - Don Juan Tenorio (13 ноября 1970) — дон Хуан - Las bodas de Fígaro (12 марта 1971) - El genio alegre (11 июня 1971) - La tercera palabra (25 октября 1978) - Un marido ideal (22 ноября 1982) - El tercer rombo - Operación envidia (18 января 1966) - Hermenegildo Pérez, para servirle (1966) - Compañera te doy (1973) | - Curro Jiménez - La batalla del vino de Jerez (12 марта 1978) - Verano azul - El visitante (21 ноября 1981) - Радости и тени (1982) - Los desastres de la guerra (1983) - La Comedia - Tú y yo somos tres (25 октября 1983) - Proceso a Mariana Pineda - 13 ноября 1984 - Goya (1985) - Segunda enseñanza - La era de Acuario (6 февраля 1986) - Tristeza de amor (1986) - El séptimo cielo - Apartamento 797: La tolerancia es un don del cielo (11 декабря 1989) - Дежурная аптека (1991—1995) — Адольфо Сегура - Canguros - Pequeño tirano (4 августа 1996) - Señor alcalde (1998) - London Street - Moder no hay más que guan (1 января 2003) - Yo zoy ingléz (1 января 2003) - La boda (1 января 2003) - Love Story (1 января 2003) - Танцы под звёздами - Disculpe que no le dé la mano (15 октября 2003) - La mala vida (4 ноября 2003) - Mis adorables vecinos - El papá de mi novia me quiere capar (1 января 2004) - Yo vivía en un bloque de barrio y ahora me codeo con la jet (11 апреля 2004) - Manolo y Benito Corporeision - Un alcalde en la corrala (5 марта 2007) - Cambio de vida - Intereses compartidos (20 декабря 2007) - Guante blanco - La ninfa de oro (28 ноября 2008) - La que se avecina - Un atraco, un kawalapiti y un vendedor de aspiradoras, como el padre de Berta (29 июля 2009) - Дежурная аптека (телефильм, 2010) - ¿Qué fue de Jorge Sanz? - Redes (19 ноября 2010) |

## Премии
- 1979. Лауреат премии Общества кинематографистов Испании как лучший актер второго плана за роль в фильме «Las verdes praderas»
- 1992. Лауреат премии «TP de Oro» как лучший телеактер за роль в сериале «Дежурная аптека»
- 1994. Лауреат премии «TP de Oro» как лучший телеактер за роль в сериале «Дежурная аптека»
- 2007. Лауреат премии Общества кинематографистов Испании как лучший актер второго плана за роль в фильме «Luz de domingo»